# Der Tod des Kleinbürgers
Der Tod des Kleinbürgers ist eine Erzählung von Franz Werfel, die 1927 erschienen ist.

## Inhalt
Die Geschichte handelt von Karl und Marie Fiala. Zusammen mit ihrem Sohn Franzl und Maries Schwester Klara leben sie in einer sehr kleinen und spärlich eingerichteten Wohnung in Wien. Franzl ist Epileptiker, tut sich deshalb im Leben schwer und findet keine Arbeit. Marie möchte, dass Franzl in eine Anstalt kommt, da sie glaubt, dass er in dieser ein leichteres Leben hätte als hier. Karl wehrt sich jedoch strikt dagegen und möchte seinem Sohn selbst ein schönes Leben bereiten. Falls also Karl sterben würde, würde Franzl in eine Anstalt kommen. Aus diesem Grund schließt Karl bei seinem Nachbarn Schlesinger, der Versicherungsmann ist, eine Lebensversicherung über 20.000 Schilling ab. Diese wird allerdings nur ausbezahlt, wenn Karl seinen 65. Geburtstag erreicht, bevor er stirbt.
An Karls Namenstag macht ihm seine Frau, die früher als Zuckerbäckerin in Kralowitz gearbeitet hat, Gebäck und guten Kaffee. Karl wundert sich, da es sonst immer nur dünnen Tee gab. Als Klara nach Hause kommt, ist sie verstimmt, weil es Kaffee und Gebäck gibt. Marie versucht ihrer Schwester einzureden, dass es wie immer nur Tee ist, doch Klara glaubt ihr nicht. In ihrer Gier schnappt sich Klara zwei Gebäckstücke und versteckt sie in ihrer alten Dose bei ihrem Schlafplatz, in der schon so manche Süßigkeit verdorben ist.
Herrn Fiala geht es mit der Zeit immer schlechter und darum schickt er Franzl ins Krankenhaus, um zu fragen, ob ein Bett für ihn frei sei. Bevor er im Krankenhaus aufgenommen wird, muss er sich jedoch untersuchen lassen.
Die Ärzte stellen fest, dass er Fieber hat, und teilen ihm gleich ein Bett zu. Mit der Zeit verschlechtert sich sein Gesundheitszustand immer mehr, und die Ärzte wissen bald nicht mehr, wie sie ihm helfen sollen. Als er ins Sterbezimmer umgelegt wird, trifft er Herrn Schlesinger, seinen Nachbarn und Versicherungsmann. Von diesem erfährt er, dass er keinen Groschen von der Versicherung ausbezahlt bekommt, wenn er nicht 65 Jahre alt wird. Aus diesem Grund nimmt sich Herr Fiala vor, bis zu seinem Geburtstag ums Überleben zu kämpfen.
Im Krankenhaus wird er zur Sensation der Ärzte und der Studenten. Es kommen sogar Klassen in sein Zimmer, um ihn zu besuchen.
Herrn Fialas Frau Marie glaubt ihn schon tot und kommt daher nicht zu Besuch. Die wichtigsten Dinge hat Herr Fiala unter seinem Polster versteckt: seinen Abreißkalender und ein Stoffstück seiner alten Uniform.
Kurz vor seinem Sterben hat Karl noch einen Traum, in dem er vom Oberst des K.u.K.-Regiments den Befehl bekommt, abzuleben. Kurz darauf stirbt er. Seinen 65. Geburtstag hat er um zwei Tage überlebt und seine Familie erhält die Versicherungssumme.
Ein Vorbild für diese Erzählung scheint Werfel in Edgar Allan Poes Short Story Die Tatsachen im Fall Waldemar gefunden zu haben.

## Aufbau
Die Erzählung gliedert sich in 7 Abschnitte, vergleichbar dem pyramidenförmigen Aufbau eines klassischen Dramas:
- Fiala in seiner Wohnung (Charakteristik der Hauptperson) (Exposition).
- Namenstag: Fiala schließt eine Lebensversicherung ab (Erregendes Moment).
- Schwägerin Klara wird beschrieben und Fialas Frau erfährt vom Kontrakt (Steigende Handlung)
- Allerheiligen: Ausbruch der Krankheit (Peripetie/Wendepunkt).
- Schlesinger und Fiala liegen im Sterbezimmer (Fallende Handlung)
- Er wehrt sich erfolgreich gegen den Tod; Klara erfährt von der Versicherung (Retardierendes Moment)
- Geburtstag: Fiala stirbt und seine Familie bekommt das Versicherungsgeld (Katastrophe/Lösung)

## Hauptfigur
Karl Fiala, ehemaliger Portier der Finanzlandesprokuratur, verdient heute nach vorzeitiger Pensionierung seinen Lebensunterhalt als Magazinaufseher. Verheiratet mit Marie, der Tochter eines Zuckerbäckers aus Kralowitz, wohnt er in einer kleinen Wohnung in Wien, gemeinsam mit seinem Sohn Franz, einem Epileptiker, und der streitsüchtigen Schwägerin, Klara. Seine frühere Karriere als Soldat bereitet ihm noch heute großen Stolz, wenn er wie so oft in Erinnerungen schwelgt. Vor seinem Tod verfolgt er noch das Ziel, seine Familie nicht mittellos zurückzulassen.

## Historische Hintergründe
Franz Werfel, selbst gebürtiger Prager, schrieb Der Tod des Kleinbürgers am Anfang des 20. Jahrhunderts. In diesen Zeiten ist die demographische Bewegung in den Nachfolgestaaten des Österreich-Ungarischen Reiches von einer starken Zuwanderung der tschechischen Bevölkerung in die Hauptstadt Wien geprägt. Durch die rasche Urbanisierung fehlen auch für die stetig wachsende Mittelschicht die nötigen Arbeitsplätze.
Das Militär hat nach Ende der Monarchie stark an Wert verloren, viele Soldaten müssen entlassen werden und erhalten einen Versorgungsposten als Beamte. Später geraten auch diese Arbeitsplätze in Gefahr.
Durch die hohe Inflationsrate verliert das Geld kontinuierlich an Wert, weshalb sich immer mehr Menschen entschließen, ihr Geld zu Hause aufzubewahren, da sie den Banken nicht mehr das nötige Vertrauen entgegenbringen können.
Auch die aufkeimende Wohnungsnot spiegelt sich in Werfels Werk wider. Oft muss in kleinsten Wohnungen mit ein, zwei Zimmern nicht nur die ganze Familie untergebracht werden, sondern auch noch Verwandte und, wenn die Geldnot groß ist, kann es dazu kommen, dass ein Zimmer noch vermietet werden muss.
In diesem Zusammenhang fällt auch der grassierende Protektionismus. Im Buch wird dies deutlich, wenn Karl Fiala seine Anstellung verliert, da der Neffe seines Vorgesetzten einen Arbeitsplatz benötigt. Doch er lernt nicht nur die negativen Seiten dieses Anzeichens gesellschaftlicher Degeneration kennen, denn ohne seine Bekanntschaft mit dem Portier des Krankenhauses wäre es ihm kaum möglich gewesen, ein Bett im AKH zu bekommen.

## Charakteristik
Hr. Karl Fiala:
Herr Fiala arbeitete lange Zeit als Portier, wurde dann aber unerklärlicherweise frühzeitig in Pension geschickt. Nun arbeitet er, um seine Familie zu ernähren, als Magazinaufseher. In diesem Beruf, sagt er, kann er nicht gekündigt werden. Karl ist ein Mensch, der gutmütig ist und gerne der Vergangenheit nachträumt. Das Wohl seiner Familie ist ihm sehr wichtig und daher nimmt er große Qualen auf sich.
Fr. Marie Fiala:
Frau Fiala ist im Wesen keine besonders resolute Frau. Sie wirkt ein wenig zierlich, hat jedoch zuhause die Hosen an, weil ihr Mann zu gutmütig mit ihr umgeht. Sie hat in ihrem Leben nie richtig gearbeitet, da Herr Fiala immer genügend Geld nachhause brachte. Sie weiß nicht, was sie an ihrem Gatten hat. Das bemerkt sie erst, als ihr Mann bereits im Sterben lag und es schon zu spät war.
Klara:
Klara ist die Schwester von Marie und nächtigt ebenfalls in der kleinen Wohnung der Fialas. Sie wird im Buch als egoistische, streitsüchtige und kleptomanische Person beschrieben. Sie schert sich hauptsächlich um ihr eigenes Wohl und nicht um das ihrer unmittelbaren Mitmenschen.
Sie sucht oft den Streit mit anderen, jedoch nur, um im Mittelpunkt zu stehen und Aufmerksamkeit zu erregen. Sie sieht auch in völlig wertlosen Dingen etwas Wertvolles. Aus diesem Grund, weil andere Leute solche Sachen wegwerfen, fühlt sie sich ständig bedroht, bzw. als „Opfer der Gesellschaft“.
Franzl:
Franzl ist der Sohn von Marie und Karl Fiala. Er ist Epileptiker und wird daher in der damaligen Zeit von den Menschen als behindert oder gestört betrachtet. Er will arbeiten, findet jedoch aufgrund seiner „Behinderung“ keine Stelle und ist daher vollkommen auf seine Eltern angewiesen.
Franzl wagt sich auch nicht gerne in die Öffentlichkeit und ist daher ein in sich verschlossener Mensch.

## Epoche
Der Tod des Kleinbürgers weist viele Kennzeichen des Expressionismus auf. Die im Buch beschriebene desolate, bedrückende Stimmung ist charakteristisch. Fialas Krankheit, die Hilflosigkeit seines Sohnes und die Gefangenschaft in der eigenen Wohnung sind weitere typische Motive, deren sich der Autor bedient.
Die Krise der Familie und der Autoritätsperson (Vater, Portier) dominiert die Handlung.
Der Schauplatz, die Großstadt, wird in ihrer ganzen niederdrückenden Wirkung beschrieben. Während der ganzen Geschichte konfrontiert Werfel den Leser mit vielen Symbolen (etwa der Friedhof), unterlässt es aber gänzlich, die Natur realistisch zu beschreiben.
In der abschließenden Traumsequenz wird pathetisch die Pflichterfüllung beschworen, der Vater wird zum tapferen Soldaten, der seine Pflicht der Familie gegenüber erfüllt.
Charakteristisch ist auch der Fiebertraum in der Mitte des Textes, der nicht nur durch die expressive Sprache auffällt, sondern sich auch mit den Allmachtsfantasien des Portiers auseinandersetzt. Inhaltlich sind dabei Parallelen zu Franz Kafkas Parabel Vor dem Gesetz zu erkennen.